# Wszewłoga
Wszewłoga (Meum) – rodzaj roślin należący do rodziny selerowatych. Obejmuje w zależności od ujęcia systematycznego jeden (Meum athamanticum) lub trzy gatunki. Rośliny te rosną w północnej Afryce i Europie. W Polsce występuje jeden gatunek – wszewłoga górska (Meum athamanticum). Rośliny z tego rodzaju rosną na górskich łąkach.
Wszewłoga górska ma jadalne korzenie i w przeszłości była uprawiana jako warzywo.

## Morfologia
PokrójNagie byliny osiągające do wysokości 60 cm, z grubym i długim kłączem.
LiścieWielokrotnie pierzastosieczne, podzielone na gęsto ułożone, nitkowate odcinki (piórkowate).
KwiatyZebrane w baldach złożony wsparty w rozgałęzieniach pojedynczymi, wąskimi pokrywami i pokrywkami, czasem też ich brak. Działki kielicha niewidoczne. Płatki korony białe, w liczbie pięciu. Taka sama liczba pręcików. Zalążnia dolna, dwukomorowa, w każdej z komór z pojedynczym zalążkiem. Słupki dwa.
OwoceRozłupnia rozpadająca się na dwie rozłupki.

## Systematyka
W obrębie rodziny selerowatych (baldaszkowatych) Apiaceae rodzaj klasyfikowany jest do podrodziny Apioideae.
W obrębie rodzaju wyróżnia się jeden gatunek o pewnym statusie taksonomicznym:
- Meum athamanticum Jacq. – wszewłoga górska

W górach Sierra Nevada w Hiszpanii rośliny wyodrębniane są jako osobny gatunek, ale ich status jest niepewny:
- Meum nevadense Boiss.

Inny takson wyróżniany w obrębie rodzaju, także o niepewnej odrębności wyróżniany jest w Afryce Północnej.